# مومين الجديد
مومين الجديد هو مسلسل أنمي ياباني، يتكون من 52 حلقة بدا عرضة في 9 يناير 1972 واستمر حتى 31 ديسمبر 1972.

## روابط خارجية
- مومين الجديد على موقع IMDb (الإنجليزية)
- مومين الجديد على موقع قاعدة بيانات الفيلم (الإنجليزية)
- مومين الجديد على موقع ANN anime (الإنجليزية)